# Joshua Bassett
Joshua Taylor Bassett (Oceanside, Californië, 22 december 2000) is een Amerikaanse acteur en zanger.

## Biografie
Bassett is geboren en getogen in Oceanside, Californië, zijn ouders zijn Taylor en Laura. Hij heeft vijf zussen.

## Filmografie

### Films
- 2021: Limbo
- 2021: A Night With Joshua Bassett
- 2022: Better Nate Than Ever
- 2022: Night at the Museum: Kahmunrah Rises Again

### Televisie
- 2017: Lethal Weapon
- 2018:	Game Shakers
- 2018:	Dirty John
- 2018: Stuck in the Middle
- 2019: Grey's Anatomy
- 2019–2023: High School Musical: The Musical: The Series
- 2020: Nickelodeon's Unfiltered

## Discografie
- Joshua Bassett (2021)[3]
- Crisis / Secret / Set Me Free (2021)[4]
- Sad Songs in a Hotel Room (2022)[5]
- Different (2022)[6]